# Cratere Gambart
Gambart è un cratere lunare di 24,68 km situato nella parte nord-occidentale della faccia visibile della Luna, nel Mare Insularum. Si trova a sud-sudest del grande cratere Copernico. A sudovest del cratere è presente una regione di terreno collinoso depositato dal materiale espulso durante l'impatto che ha formato il Mare Imbrium.
In passato il fondo del cratere è stato inondato dalla lava, che ha lasciato una superficie relativamente piatta circondata da un bordo esterno liscio e a forma vagamente poligonale. A sudovest di 'Gambart C' è presente un vulcano a scudo.
Il cratere è dedicato all'astronomo francese Jean-Félix Adolphe Gambart.
A nordest atterrò la sonda Surveyor 2. 

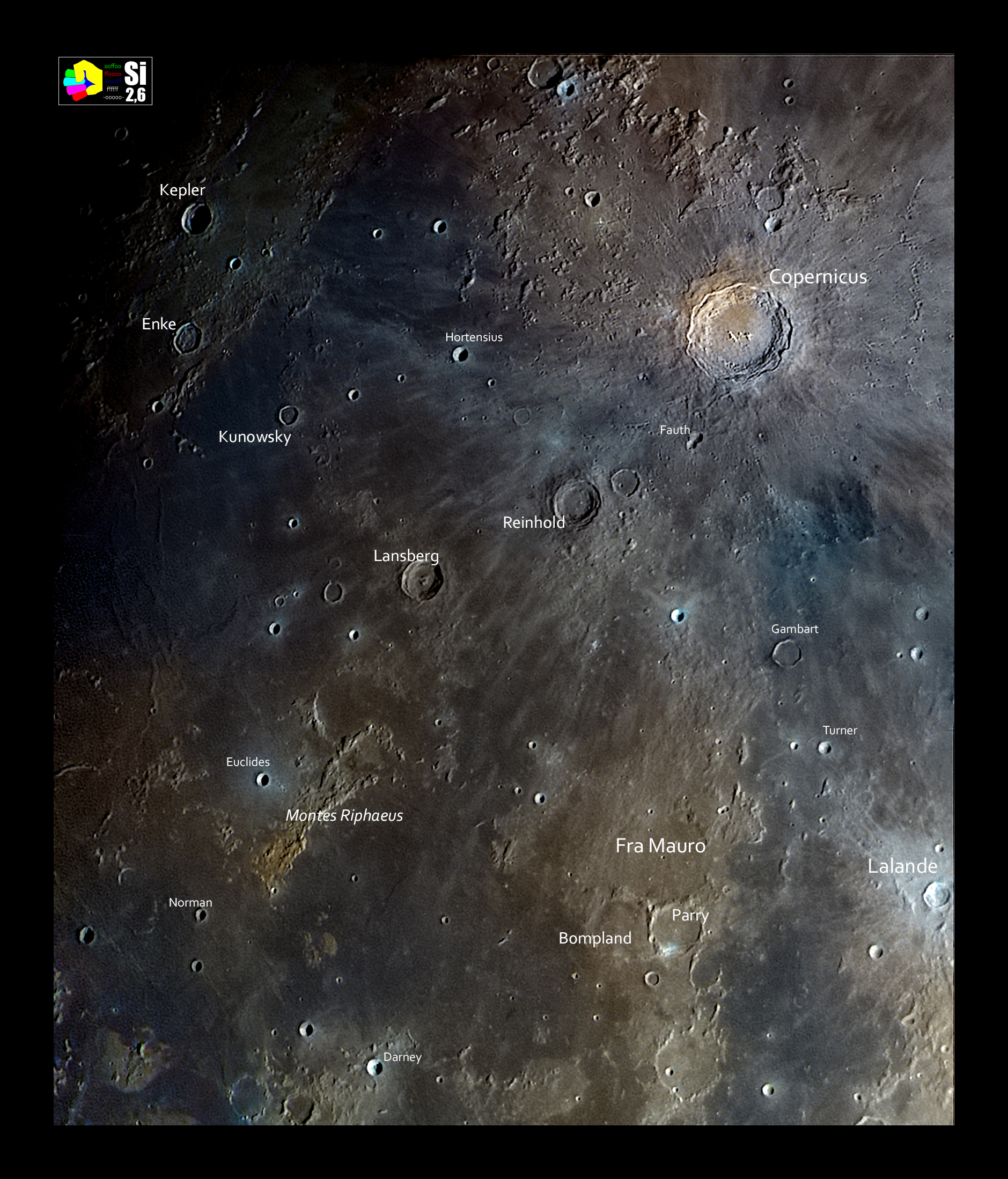
Il cratere con le strutture vicine in una Immagine Selenocromatica(Si)

## Crateri correlati
Alcuni crateri minori situati in prossimità di Gambart sono convenzionalmente identificati, sulle mappe lunari, attraverso una lettera associata al nome.
| Gambart | Coordinate           | Diametro (in km) |
| ------- | -------------------- | ---------------- |
| A       | 0°57′36″N 18°45′36″W | 11,56            |
| B       | 2°09′36″N 11°35′24″W | 10,83            |
| C       | 3°19′12″N 11°49′12″W | 11,67            |
| D       | 3°21′00″N 17°43′12″W | 4,78             |
| E       | 1°02′24″N 17°14′24″W | 4,07             |
| F       | 0°05′24″N 16°57′36″W | 4,52             |
| G       | 1°56′24″N 12°02′24″W | 5,49             |
| H       | 3°12′36″N 10°37′12″W | 4,02             |
| J       | 0°42′S 18°12′W       | 7,16             |
| K       | 3°54′36″N 14°13′12″W | 3,94             |
| L       | 3°16′12″N 15°16′48″W | 3,8              |
| M       | 5°22′48″N 11°43′12″W | 3,93             |
| N       | 0°32′24″S 14°56′24″W | 4,22             |
| R       | 0°42′S 20°48′W       | 3,45             |
| S       | 0°03′00″S 13°14′24″W | 2,4              |